# Blohm & Voss Bv 141
Blohm & Voss Bv 141 – niemiecki samolot rozpoznawczy. Zaprojektowany i zbudowany w 1937 roku w niemieckiej wytwórni lotniczej Blohm & Voss w Hamburgu.

## Historia

Silnik BMW 801 eksponowany w MLP w Krakowie

W 1937 roku dowództwo Luftwaffe ogłosiło konkurs na nowy taktyczny samolot rozpoznawczy. W odpowiedzi opracowano szereg projektów, wśród których znalazł się również Ha 141 (skrót od Hamburger Flugzeugbau) autorstwa dr inż. Richarda Vogta z zakładów Blohm & Voss. Projekt jednosilnikowego samolotu rozpoznawczego, wykazywał nietypową niesymetryczną budowę, jego całkowicie przeszklona, trzyosobowa kabina znajdowała się bowiem na płacie z prawej strony od właściwego kadłuba, zakończonego silnikiem i usterzeniem. Takie rozwiązanie dawało bardzo dobrą widoczność. Projekt ten został jednak odrzucony.
Pomimo tego zakłady Blohm & Voss zdecydowały się na wybudowanie prototypu tego samolotu, pod oznaczeniem Ha 141-0 (później Blohm & Voss Bv 141 V-2). Maszyna została oblatana 25 lutego 1938 roku. Pilot testowy Helmut Wasa bardzo wysoko ocenił właściwości lotne samolotu, a Ernst Udet również latał samolotem w kwietniu 1938 r. i był równie pod wrażeniem jego zachowania w locie. Przyczyniło się to do zamówienia 3 kolejnych prototypów. We wrześniu 1938 roku oblatano następny prototyp oznaczony jako Bv 141 V-1, o przeprojektowanym kształcie kabiny. Wszystkie prototypy (w tym ostatni - V-3) napędzane były 9-cylindrowym silnikiem gwiazdowym BMW-132N o mocy 952 KM (700 kW).
Prototyp V3 stał się modelem wyjściowym dla późniejszej wersji produkcyjnej. Załoga była umieszczona w przeszklonej kabinie tak, że pilot leciał samolotem z przodu po lewej stronie, podczas gdy obserwator siedział po jego prawej stronie na ruchomym siedzeniu. W pozycji przedniej siedzenie to umożliwiało obsługę celownika bombowego, a po odchyleniu do tyłu korzystanie z górnego karabinu maszynowego i sprzętu radiowego. Tylny strzelec siedział z tyłu kabiny, gdzie mógł również obsługiwać kamery. Obsługiwał również tylny karabin maszynowy w 360° obrotowym wózku działowym, leżącym na poduszce. Podwozie i klapy były sterowane hydraulicznie. Po schowaniu kółko ogonowe wystawało nieznacznie poniżej statecznika, chroniąc ogon samolotu przed uszkodzeniem nawet podczas awaryjnego lądowania.
Prototypy samolotu Bv 141 zachowywały się w locie poprawnie, ponieważ moment wynikający z asymetrii ciągu zrównoważony był oddziaływaniem strumienia zaśmigłowego na usterzeniu pionowym, a niesymetryczne położenie środka masy było równoważone przez moment oporu śmigła. Zamówiono 5 samolotów serii doświadczalnej oznaczonej jako A-0, która otrzymała równoległe numery prototypów (V-4 do V-8) i została ona włączona do prób, w tym także bojowych. Próby te wypadały pomyślnie, lecz dowództwo Luftwaffe niechętnie odnosiło się do tak nowatorskiej konstrukcji samolotu. Głównym zarzutem była zbyt mała moc silnika. Wobec tego opracowano nową wersję samolotu dostosowaną do 14-cylindrowego silnika w układzie podwójnej gwiazdy BMW-801 o mocy 1564 KM (1150 kW). Zmieniono także budowę płatowca, zwiększając rozpiętość i zmieniając obrys płata oraz kształt i przekrój kadłuba. Zasadniczej zmianie uległo usterzenie poziome, które stało się niesymetryczne, przesunięte w lewo, przez co tylny strzelec miał  nieograniczone pole ostrzału. Pierwszy samolot nowej wersji B-01 został oblatany w styczniu 1941 roku. Zbudowano jeszcze 5 samolotów Bv 141B-0, lecz ostatecznie Luftwaffe zrezygnowała z tej konstrukcji w związku z wejściem do uzbrojenia samolotu rozpoznawczego Focke-Wulf Fw 189.

## Użycie bojowe samolotu
Zbudowano tylko prototypy oraz krótką serię informacyjną. Samoloty nie były eksploatowane bojowo, wykonywały jedynie loty doświadczalne.

## Opis techniczny
Samolot rozpoznawczy Blohm & Voss BV 141 był dolnopłatem o konstrukcji metalowej, niesymetrycznej budowie, usterzenie asymetryczne, podwozie chowane w locie. Napęd: 1 silnik gwiazdowy BMW-132N (w późniejszych wersjach BMW-801), śmigło trójłopatowe metalowe.